# 月形深蔵
月形 深蔵（つきがた しんぞう、寛政10年3月3日（1798年4月18日） - 文久2年4月5日（1862年5月3日））は江戸時代後期の福岡藩士、儒学者。諱は弘。字は伯重。漪嵐（きらん）と号した。月形鷦窠の子で、月形洗蔵の父。
福岡藩士で100石を食んだ。17歳で江戸（現在の東京）に出て、古賀精里に学んだ。文政2年（1819年）帰国して馬廻り役となり、藩校修猷館の指南加勢小役となった。嘉永3年（1850年）致仕し、子の月形洗蔵（詳）が跡目を嗣いだ。深蔵は辺防の策一篇を著して、当今の急勢を論じた。文久元年（1861年）、深蔵は屏居を命ぜられ、洗蔵は秩禄（給与）を奪われて謫居させられた。深蔵はこれがため憂鬱ついに病気となり、文久2年（1862年）4月5日歿した。享年65。明治24年（1891年）11月5日靖国神社合祀。明治35年（1902年）11月正五位を贈られた。